# Lestodiplosis syringopais
Lestodiplosis syringopais är en tvåvingeart som först beskrevs av Erich Martin Hering 1930.  Lestodiplosis syringopais ingår i släktet Lestodiplosis och familjen gallmyggor. Inga underarter finns listade i Catalogue of Life.